# Teta (mytologie)
Teta je postava z českých pověstí a bájí. Podle pověstí se jednalo o jednu ze tří dcer vojvody Kroka, jejími sestrami pak byly starší Kazi a mladší Libuše. Teta byla pohanskou kněžkou a prý mluvila s duchy.
Kosmas ve své kronice líčí tři Krokovy dcery, přičemž o té prostřední, Tetě (Tethka), píše, že „zavedla pověrečnou nauku a učila modloslužebným řádům“. Teta si vystavěla hrad Tetín „na vrcholu strmé skály u řeky Mže (nyní Berounky)“ (v originále latinsky castrum natura loci firmissimum prerupte rupis in culmine iuxta fluvium Msam).
Pověst o Krokovi a jeho dcerách zpracoval mimo jiné Alois Jirásek ve svých Starých pověstech českých.
Spojuje se též s keltským bohem Teutatesem a se slavnou frází „U Teutatese“. Jeho jméno je odvozeno ze slova teutā-, znamenající lid či kmen.